# Simon Pettersson
Simon Pettersson, född 3 januari 1994 i Tobo, är en svensk friidrottare (framför allt diskuskastning) som tävlar för Upsala IF. Hans främsta internationella merit är en silvermedalj från OS i Tokyo 2020.
Pettersson vann SM-guld 2022 i Norrköping och slog samtidigt sitt personliga rekord med ett kast på 70,42 meter. 

## Karriär
Simon Pettersson är uppväxt i Sixarby. Han deltog 2017 i VM som hölls i London och kom där på en elfteplats i diskus. Vid friidrotts-VM i Doha i oktober 2019 tog sig Pettersson vidare i kvalet till final, och kom sedan på en niondeplats med 63,72 m. Vid olympiska sommarspelen 2020 i Tokyo tog Pettersson silver i diskus och Daniel Ståhl guld, vilket var första gången två svenska friidrottare tog medalj i samma OS-gren sedan OS i London 1948.
I februari 2022 vid inomhus-SM tog Pettersson silver i viktkastning efter ett kast på 19,57 meter.
I augusti 2022 vid SM tog Pettersson guld i diskus efter ett kast på 70,42 meter, vilket även var hans första kast över 70 meter. I mars 2024 tog Pettersson silver vid europacupen i kast med ett kast på 63,08 meter.

## Utmärkelser
Simon Pettersson belönades år 2022 med Stora grabbars och tjejers märke nummer 583.

## Personliga rekord
| Utomhus - 100 meter – 11,80 (Sibbo, Finland 19 juni 2011) - 300 meter – 38,03 (Sibbo, Finland 18 juni 2011) - 1 000 meter – 3.09,92 (Sibbo, Finland 19 juni 2011) - Höjdhopp – 1,79 (Sibbo, Finland 18 juni 2011) - Stavhopp – 4,15 (Falun, Sverige 6 augusti 2011) - Längdhopp – 6,67 (Falun, Sverige 7 augusti 2011) - Tresteg – 14,32 (Vellinge, Sverige 26 augusti 2011) - Kula – 17,83 (Esbo, Finland 20 augusti 2016) - Diskus – 70,42 (Norrköping, Sverige 6 augusti 2022) - Slägga – 58,43 (Hässleholm, Sverige 6 augusti 2016) - Slägga – 54,04 (Uppsala, Sverige 5 september 2018) - Spjut – 61,06 (Karlstad, Sverige 10 september 2016) | Inomhus - 60 meter – 7,24 (Göteborg, Sverige 10 mars 2012) - 1 000 meter – 3.09,15 (Göteborg, Sverige 11 mars 2012) - Höjdhopp – 1,91 (Göteborg, Sverige 10 mars 2012) - Stavhopp – 4,14 (Göteborg, Sverige 11 mars 2012) - Längdhopp – 6,82 (Göteborg, Sverige 10 mars 2012) - Tresteg – 14,27 (Bollnäs, Sverige 25 februari 2012) - Kulstötning – 17,61 (Växjö, Sverige 25 februari 2017) - Diskus – 66,32 (Växjö, Sverige 13 februari 2021) - Viktkastning – 19,31 (Växjö, Sverige 25 februari 2017) |

### Fotnoter
1. ↑  ”Karensövergångar 2013”. friidrott.se. 6 oktober 2013. Arkiverad från originalet den 8 augusti 2020. https://web.archive.org/web/20200808062520/https://www.friidrott.se/forbundsinfo/overgangar/karens13.aspx. Läst 13 mars 2019.
2. ↑  ”Tävlingsårsskiftesövergångar 15 november 2017”. friidrott.se. 14 november 2017. Arkiverad från originalet den 10 oktober 2018. https://web.archive.org/web/20181010015649/http://www.friidrott.se/forbundsinfo/overgangar/arsskifte1718.aspx. Läst 13 mars 2019.
3. ↑  ”Stora SM 2017”. trackandfield.se. Arkiverad från originalet den 2 oktober 2017. https://archive.today/20171002101026/http://www.trackandfield.se/resultat/2017/170825_27.htm. Läst 1 oktober 2017.
4. ↑  ”Stora SM 2018”. trackandfield.se. http://www.trackandfield.se/resultat/2018/180824.htm. Läst 5 september 2018.
5. ↑  ”Friidrotts-SM 2019 Karlstad”. Arkiverad från originalet den 2 september 2019. https://web.archive.org/web/20190902083413/http://212.247.216.72/friidrott/sm19/result_t.php. Läst 17 september 2019.
6. ↑  ”Resultat: Friidrotts-SM, Uppsala 14‐16.8.20”. friidrottsstatistik.se. https://www.friidrottsstatistik.se/resultsswe.php?CID=12968582&Season=2020. Läst 1 september 2020.
7. ↑  ”Friidrotts-SM, Borås 27-29.8.21”. friidrottsstatistik.se. https://www.friidrottsstatistik.se/resultsswe.php?CID=12994166&Season=2021. Läst 29 augusti 2021.
8. ↑  ”SM Friidrott 2022”. webathletics.se. https://webathletics.se/live/12036. Läst 6 augusti 2022.
9. ↑  ”Resultat: Friidrotts-SM, Söderhamn 28‐30.7.23”. friidrottsstatistik.se. https://www.friidrottsstatistik.se/resultsswe.php?CID=13045848&Season=2023. Läst 7 september 2023.
10. ↑  ”Resultat: Friidrotts-SM, Uddevalla 28‐30.6.24”. friidrottsstatistik.se. https://www.friidrottsstatistik.se/resultsswe.php?CID=13077169&Season=2024. Läst 29 juni 2024.
11. ↑  ”Resultat: Friidrotts-SM, Karlstad 31.7‐3.8.25”. friidrottsstatistik.se. https://www.friidrottsstatistik.se/resultsswe.php?CID=13110713&Season=2025. Läst 1 augusti 2025.
12. 1 2  ”ISM i friidrott - Växjö 25-26 februari 2017”. telekonsultarena.se. Arkiverad från originalet den 3 september 2017. https://web.archive.org/web/20170903123052/http://telekonsultarena.se/resultat/ISM17/Resultat.php. Läst 7 mars 2017.
13. ↑  ”ISM 2020 Växjö 22-23 februari”. telekonsultarena.se. https://telekonsultarena.se/resultat/ISM20/Resultat.php. Läst 29 februari 2020.
14. ↑  ”Resultat: Inomhus-SM, Malmö/A 19‐21.2.21 Inne”. friidrottsstatistik.se. https://www.friidrottsstatistik.se/resultsswe.php?CID=12976657&Season=2021. Läst 23 juli 2021.
15. ↑  ”Resultat: ISM, Växjö 25‐27.2.22 Inne”. friidrottsstatistik.se. https://www.friidrottsstatistik.se/resultsswe.php?CID=13003615&Season=2022. Läst 27 mars 2022.
16. ↑  ”Resultat: ISM, Karlstad 16‐18.2.24 Inne”. friidrottsstatistik.se. https://www.friidrottsstatistik.se/resultsswe.php?CID=13055642&Season=2024. Läst 29 juni 2024.
17. 1 2 3 4 5 6 7 8 9 10 11 12 13 14 15 16 17 18 19 20  ”Personsida på IAAF:s webbplats” (på engelska). iaaf.org. https://www.iaaf.org/athletes/sweden/simon-pettersson-284791. Läst 7 oktober 2019.
18. ↑  ”Webathletics”. webathletics.se. https://webathletics.se/live/12036. Läst 6 augusti 2022.
19. ↑  ”Discus Throw Men IAAF World Championships London 2017 (Olympic Stadium), Great Britain & N.I. 04 Aug 2017 - 13 Aug 2017” (på engelska). iaaf.org. https://www.iaaf.org/results/iaaf-world-championships-in-athletics/2017/iaaf-world-championships-london-2017-5151/men/discus-throw/final/result. Läst 13 mars 2019.
20. ↑  Hedman, Jonas; Thor, Hillevi (4 augusti 2017). ”Simon – finalist i sitt första VM!”. friidrott.se. Arkiverad från originalet den 30 september 2019. https://web.archive.org/web/20190930212240/http://www.friidrott.se/nyheter.aspx?id=21246. Läst 14 mars 2019.
21. ↑  Hedman, Jonas (5 augusti 2017). ”VM-silver för Daniel Ståhl – gjorde sitt livs näst bästa resultat”. friidrott.se. Arkiverad från originalet den 7 augusti 2017. https://web.archive.org/web/20170807114436/http://www.friidrott.se/nyheter.aspx?id=21256. Läst 14 mars 2019.
22. ↑  Hedman, Jonas (28 september 2019). ”VM2: Simon är också i diskusfinal!”. friidrott.se. Arkiverad från originalet den 30 september 2019. https://web.archive.org/web/20190930212906/http://www.friidrott.se/nyheter.aspx?id=23917. Läst 24 oktober 2019.
23. ↑  ”Discus Throw Men IAAF World Championships Doha 2019, Quatar 27 Sep 2019 - 06 Oct 2019” (på engelska). iaaf.org. https://www.iaaf.org/results/iaaf-world-championships-in-athletics/2019/iaaf-world-athletics-championships-doha-2019-6033/men/discus-throw/final/result. Läst 23 oktober 2019.
24. ↑  Hedman, Jonas (30 september 2019). ”VM: Simon nia i VM-finalen”. friidrott.se. Arkiverad från originalet den 22 september 2023. https://web.archive.org/web/20230922104637/https://arkiv.friidrott.se/nyheter.aspx?id=23959. Läst 24 oktober 2019.
25. ↑  ”Daniel Ståhl tar OS-guld i diskus – dubbla svenska medaljer”. aftonbladet.se. 31 juli 2021. https://www.aftonbladet.se/sportbladet/a/V17PBr/daniel-stahl-tar-os-guld-i-diskus--dubbla-svenska-medaljer. Läst 31 juli 2021.
26. ↑  ”Viktkastning inledde ISM”. friidrott.se. 25 februari 2022. Arkiverad från originalet den 28 mars 2022. https://web.archive.org/web/20220328195949/https://www.friidrott.se/Nyheter/allmannanyheter/2022/Februari/ViktkastninginleddeISM. Läst 28 mars 2022.
27. ↑  ”Monsterkast av Pettersson på SM”. Aftonbladet. https://www.aftonbladet.se/sportbladet/a/XqvdO7/simon-pettersson-drog-till-med-monsterkast-pa-sm. Läst 6 augusti 2022.
28. ↑  ”Simon Pettersson tvåa i Europacupen i kast”. friidrott.se. 9 mars 2024. https://www.friidrott.se/tavling-landslag/nyhetsarkiv-tavling-landslag/simon-pettersson-tvaa-i-europacupen-i-kast/. Läst 11 mars 2024.
29. ↑  Söderberg, Rajne. ”Nr. 583 – Simon Pettersson – Friidrottens Stora”. http://friidrottensstora.se/member/nr-583-simon-pettersson/. Läst 14 juni 2023.
30. 1 2 3 4 5 6  ”Personsida på European Athletics' webbplats” (på engelska). european-athletics.org. https://www.european-athletics.org/athletes/group=p/athlete=149575-pettersson-simon/index.html. Läst 7 oktober 2019.